# Amphineurus patruelis
Amphineurus patruelis är en tvåvingeart som beskrevs av Alexander 1925. Amphineurus patruelis ingår i släktet Amphineurus och familjen småharkrankar. Inga underarter finns listade i Catalogue of Life.